# ایندرک پرتلسون
ایندرک پرتلسون (به استونیایی: Indrek Pertelson) (زاده ۲۱ آوریل ۱۹۷۱ - تالین) جودوکار اهل کشور استونی است.
از افتخارات وی میتوان به کسب دو مدال برنز در وزن ۱۰۰ کیلوگرم جودو بازی‌های المپیک ۲۰۰۲ و ۲۰۰۴ و همچنین کسب دو مدال نقره در بازی‌های جهانی جودو در سال‌های ۱۹۹۹ و ۲۰۰۳ اشاره کرد.